# إبراهام أدريان ألبرت
إبراهام أدريان ألبرت (بالإنجليزية: Abraham Adrian Albert) هو رياضياتي أمريكي، ولد في 9 نوفمبر 1905 في شيكاغو في الولايات المتحدة، وتوفي بنفس المكان في 6 يونيو 1972.